# Maďarsko na Letních olympijských hrách 1908
Maďarsko na Letních olympijských hrách v roce 1908 v Londýně reprezentovala výprava 65 mužů v 8 sportech.

## Medailisté
| Medaile | Jméno                                                         | Sport     | Soutěž                               |
| ------- | ------------------------------------------------------------- | --------- | ------------------------------------ |
| Zlato   | Dezső Földes Jenő Fuchs Oszkár Gerde Péter Tóth Lajos Werkner | Šerm      | Družstvo mužů šavle                  |
| Zlato   | Jenő Fuchs                                                    | Šerm      | Muži jednotlivci šavle               |
| Zlato   | Richárd Weisz                                                 | Zápas     | muži, řecko-římský v supertěžké váze |
| Stříbro | Zoltán Halmay                                                 | Plavání   | Muži 100 m volný styl                |
| Stříbro | István Somodi                                                 | Atletika  | Muži skok do výšky                   |
| Stříbro | Zoltán Halmay Béla Las-Torres József Munk Imre Zachár         | Plavání   | Muži štafeta 4 x 200 m volný styl    |
| Stříbro | Béla Zulawszky                                                | Šerm      | Muži jednotlivci šavle               |
| Bronz   | Ödön Bodor József Nagy Pál Simon Frigyes Mezei                | Atletika  | Muži štafeta                         |
| Bronz   | Károly Levitzky                                               | Veslování | Muži skif                            |